# Nereis serrata
Nereis serrata är en ringmaskart som beskrevs av Santos och Lana 2003. Nereis serrata ingår i släktet Nereis och familjen Nereididae. Inga underarter finns listade i Catalogue of Life.